# Unul nu aude, celălalt nu vede
Unul nu aude, celălalt nu vede (titlu original: See No Evil, Hear No Evil) este un film american de comedie din 1989 regizat de Arthur Hiller.  Rolurile principale au fost interpretate de actorii Richard Pryor (ca un orb) și Gene Wilder (ca un surd). Acesta este al treilea film cinematografic cu Wilder și Pryor, după ce au apărut anterior în filmul din 1976  Silver Streak și în filmul din 1980   Nebuni de legat. Scenariul este scris de Earl Barret, Arne Sultan, Eliot Wald, Andrew Kurtzman și Gene Wilder.

## Prezentare
Un orb și un surd lucrează împreună pentru a contracara trei hoți ucigași.

## Distribuție
- Gene Wilder - David "Dave" Lyons
- Richard Pryor - Wallace "Wally" Karew
- Joan Severance - Eve
- Kevin Spacey - Kirgo
- Alan North - Emile Braddock
- Anthony Zerbe - Sutherland
- Louis Giambalvo - Gatlin
- Kirsten Childs - Adele

## Producție
Cheltuielile de producție s-au ridicat la 18 milioane $.

## Lansare și primire
A avut încasări de 46,9 milioane $.